# Паратинга
Паратинга (порт. Paratinga)  —  муниципалитет в Бразилии, входит в штат Баия. Составная часть мезорегиона Вали-Сан-Франсискану-да-Баия. Входит в экономико-статистический микрорегион Бон-Жезус-да-Лапа. Население составляет 30 230 человек на 2006 год. Занимает площадь 2 624,998 км². Плотность населения — 10,2 чел./км².

## История
Город основан в 1745 году.

## Статистика
- Валовой внутренний продукт на 2003 год составляет 50 901 498,00 реалов (данные: Бразильский институт географии и статистики).
- Валовой внутренний продукт на душу населения на 2003 год составляет 1 751,72 реалов (данные: Бразильский институт географии и статистики).
- Индекс развития человеческого потенциала на 2000 год составляет 0,617 (данные: Программа развития ООН).

## География
Климат местности: полупустыня.